# 阿尔伯特·艾利斯
阿尔伯特·艾利斯（Albert Ellis，1913年9月27日—2007年7月24日）是一位美国临床心理学家，在1955年发展了理性情绪行为疗法，也是1960年代美国性解放运动的先驱。
许多人认为他是认知-行为疗法的始祖，

## 早年
1913年9月27日，阿尔伯特·艾利斯出生在美国匹兹堡的一个犹太人家庭，是3个孩子中的长子，4岁时全家移居纽约市。艾利斯的父亲是一位商人，经常在外商务旅行，較少時間陪伴孩子。但當父親出現時，卻是個機智、友善、又迷人的爸爸。
阿尔伯特·艾利斯在他的自传中，描绘他的母亲是一位热衷于自己想法、有两极倾向的妇女，“喋喋不休，但从不倾听”。对于大部分话题，她都要详细解释她的强烈的意见，但极少说明这些观点的事实依据。母親熱愛社交，因常去教堂或玩橋牌而晚回家作飯，對孩子的管教似乎是「放牛吃草」的方式，這使艾利斯從小就學會照顧自己和弟妹，很能獨立照自己的意思來安排或追求生活，縱使父親在他11歲時與母親離婚，據Ellis說，對他並沒任何影響。
艾利斯说到，在他上学时，母亲还在睡觉，而他放学回家时，母亲又经常不在家。除了情感痛苦以外，身為長子的艾利斯也要负起照顾弟妹的责任。他用自己的钱买了一个闹钟，叫醒他们，并为他们穿衣。当經濟大萧条到来时，三个孩子都不得不找工作来帮助家庭。 
艾利斯的個人經歷也為他日後進行理論探索提供了範例。他回憶說自己的童年經歷帶給他的收穫之一是使他成為一個很會自救的人，當不快樂襲來的時候，他總是儘力減少自己的不愉快。這使他自認為是自己的治療師。另一方面，童年時母親經常的遲歸帶來的擔憂讓他變得容易焦慮，與之相伴而來的是他的害羞，從怕權威人物(如：校長)到怕在公開場合說話，怕女孩。19歲時，為了戰勝自己，他強迫自己在植物園裡花了大約一個月的時間跟100個女孩子說話，可見他的勇氣與毅力。
阿尔伯特·艾利斯在童年时期体弱多病，從小就遭遇无数的健康问题。4歲時，艾利斯就罹患腎臟炎，甚至差點死於併發的扁桃腺炎。從那以後到9歲之間，曾進出醫院9次，最長時還停留一個年，嚴重影響學校生活。他也對自己的頭痛十分怨恨。
從16歲即對哲學深感興趣，閱讀了佛陀、老子、古希臘與羅馬人伊比鳩魯、艾比克泰德、馬卡斯奧里流斯（斯多亞學派）等等，並受艾比克泰德所言──「人們所以會不安不是因為外在事件，而是受到自己觀念的影響」影響深刻，於日後所發展出的理情行為治療法中可見。
阿尔伯特·艾利斯12歲時就夢想成為美國偉大的小說家，於是他開始仔細規劃自己的教育生涯，他想成為一名會計師，在30歲之前就賺夠足夠的錢，然後開始沒有經濟壓力的寫作。後來，他先進入高職學校，再進紐約市立大學主修商業管理，想在商場上賺足夠的錢，以便寫任何想寫的題材。然而，1929年經濟大蕭條，華爾街股市崩盤，擊碎了他的夢想。
最後，他仍堅持完成學位，只是畢業後的從商之路卻不十分順遂。但他依然癡迷寫作，多次投稿皆沒有回音，28時才意識到寫作不能當飯吃，於是開始書寫非文學類的雜文，因而加入《性-家庭革命》，專職寫作有關性、愛情、婚姻方面的文章，成為此領域的權威，因此許多朋友把他當成這方面的專家，向他諮詢，這時的他突然發現，原來他可以像喜歡文學一樣喜歡諮商。
1942年，艾利斯开始攻读哥伦比亚大学师范学院临床心理学硕士学位，主要接受心理分析学派的训练。 
1943年6月，阿尔伯特·艾利斯获得哥伦比亚大学师范学院临床心理学硕士学位，

## 理性情绪行为疗法
艾利斯获得博士学位以后，又进行了附加的心理分析训练。如同当时大部分心理学家，他对西格蒙德·弗洛伊德的理论很感兴趣。 
1947年阿尔伯特·艾利斯获得博士学位后不久，开始个人分析。卡伦·霍妮对阿尔伯特·艾利斯的思想影响最大，不过阿尔弗雷德·阿德勒、艾瑞克·弗洛姆和 沙利文的作品也对艾利斯形成他的心理模型起到关键作用。艾利斯相信阿尔弗雷德·科尔兹布斯基（Alfred Korzybski）和他的书科学与 Sanity，使他开始从哲学途径创立理性情绪疗法。
1953年1月，阿尔伯特·艾利斯反思過去六年使用精神分析治療法，認為無法有效地解決問題：「我使用精神分析已有六年了，可是我發現這套治療法相當無效。最好的情況是，我能夠幫助案主看清他們情緒障礙背後的一些心理動力過程，卻無法改變他們的思考、情緒及行為，好讓他們重塑生命中自我挫敗的部分。以此推測，他們可以了解自己如何走到這一地步……卻不知道如何改變。 」、「洞察這種比較傳統的概念還是無法帶來深遠的個人改變。真實的情況是，大部分人都非常善於認同過去生命中所體驗到的錯誤，然而這份認同本身很少會產生永久且正向的改變。事實上，如果缺乏適當的調整步驟且從那些負面的經驗中走出來，通常會導致極端無助的自憐情結，有些案主還有會有『再度創傷』的效應。」
由此，阿尔伯特·艾利斯彻底与心理分析分道扬镳，开始将自己称为理性临床医生，提倡一种更积极的新的心理疗法。1953-1955年著手建立自己的心理治療理論。1955年時，他将自己的新方法命名为「理性治療法」（Rational Therapy, RT），並以ABC理論輔助之。
在1955-1960年之間，Ellis的理論受到漠視，透過大量奔走演講，於1960年代才有實務工作者運用此套治療法。
1961年，與研究夥伴Robert Harper將名稱改為「理情治療法」（RET）。
1993年，正式更名為理性行為治療法（REBT）。
理性行為治療法（REBT）要求临床医生帮助客人理解，自己的个人哲学（包括信仰）导致了自己的情感痛苦。 例如“我必须完美”或“我必须被每个人所爱”。艾利斯相信通过理性分析，人们可以理解他们的错误 。並否認絕對的「真實」存在，反對絕對性想法、反對使用無條件必須（unconditional musts）。錯誤的來源在於「壓力」，在這個時代中有不少人、事、物不斷地逼迫我們，壓得我們無法喘息；對方或許是人，如「嫻熟於鬥爭」的同事，過渡挑剔的老闆、只曉得維護自己立場的屬下、感覺遲鈍的配偶、頑劣的孩子、一看到你就牢騷滿腹的朋友、千篇一律的服務人員，或是只會消極指謫你的親人等等都是，想想看你曾多少次聽到別人說：「我熱愛我的工作，可是老闆確根本無視於我的存在！」、「你的孩子快把我給逼瘋了！」或是「我真恨他一直這樣……」。聽者會有憤怒、沮喪、受到傷害，產生迴避退縮的消極心理，而產生過度的焦慮（或：精神緊張、壓力太大、鬱悶、畏懼、害怕、焦躁）、過度的憤怒、過度的沮喪、過度的罪惡感（或：承擔過多的責任、太容易受到良心苛責、太愛自責）四種足以影響我們決定事情的情緒。所謂「過度」即是反應過度或行為過當的意思，即在自我的判斷下，個人的言行已逾越應有的限度。在此情緒下，就容易被其他的人或事物所操縱，導致自己無法做出良好的判斷，或是為了錯誤的原因下了錯誤決定。
理性行為治療法（REBT）假設人類的認知、情緒及行為功能相互作用，而非獨立分別，即感覺、思考與行動為相互作用。因此，當人們受到干擾時，就會陷入混亂狀態，在恢復平靜之前，會改變某些認知、情緒反應與行為表現。若人們能將非理性信念轉為較理性的信念，會減緩情緒障礙的發生。

当时实验心理学中流行行为主义观点，而临床心理学中流行西格蒙德·弗洛伊德、卡尔·荣格、阿尔弗雷德·阿德勒和弗雷德里克·皮尔斯等心理分析学派大师的观点。尽管阿尔伯特·艾利斯的方法强调认知、情绪、行为方式，他对认知的强调还是激怒了几乎每一个人，可能阿尔弗雷德·阿德勒的追随者除外。因此，他经常在专业会议上和出版物中感到敌意。

1965年，阿尔伯特·艾利斯发表了《同性恋：原因与治疗》一书，将同性恋看作一种可以治愈的疾病。在此10年前出版的金赛报告曾发现同性恋行为在男性和女性中都相当普遍。1973年，美国精神病学学会宣布同性恋不再列为心理疾病，因而不需治疗。1976年，艾利斯批判了自己在〈性与解放的男人〉中的早期观点，转而强烈支持同性恋者的权利。 

## ABCDEF理論
由理性情緒治療法所獨創的A-B-C-D-E-F理論受到一定的肯定，其中 ABCDEF分別代表：
A-Activating event-促動、觸發事件或經驗，
B-Belief-信念、想法或看法，
C-emotional and behavioral Consequence-情緒反應、情緒結果或行為效果，
D-Disputing-駁斥、檢查、處理、辨別或改變，
E-Effect-效果，F-new Feeling-新的情感。
這理論表示促動事件或個人的生活經驗，或人生中的事件A，在透過思考歷程、個人信念作用於B，才導致情緒或行為反應。情緒困擾與情緒障礙，關鍵在於B點的運作，所以A與C並非直接關聯，B才是一個中介的力量，更由於人有理性與非理性思考的可能，B是常常導致C的主要原因。因此要減輕C的不良情緒結果，必須對B加以駁斥D、改變，導致B發揮輔導與治療之效果E，有了效果即表示當事人有新的情、情緒或感受F。
此一理論架構不只可作理情治療法輔導與治療者之指引，同時也可用來教導當事人了解本身問題的重要項及其因果關係，而能在治療員協助之下，改變信念系統，重新過正常或適應的生活。
阿尔伯特·艾利斯認為無法控制過度情緒引發出來的行為是因為人們陷入C引發A的情況，而沒有釐清B，即對事件的想法或信念才是真正決定自己處理它的方式，由此我們才可控制住自己的情緒、行為等反應，不讓這些擾人的事物或人繼續困擾我們。
阿尔伯特·艾利斯提出B點有可能三種典型不當思考模式：
1.災難式思考法：常以「如果……會怎樣呢？」做為開場（並非絕對）、「當……發生時我一定會瘋了！」、「只要……我就一定無法容忍」。
例如：「如果對方不喜歡我的話會怎樣呢？」、「如果我沒有說出他們想聽的話時該如何是好？」情人間面對嚴肅的問題時，或許就會開始想：「如果他不再愛我的話要怎麼辦？」、「如果我對他失去了吸引力時，該如何是好？」然而，若可以正面思考，即可以把壓力來源轉化為進步的動力，例如：面試前想「如果對方問我認為自己的優點何在時，我該怎麼辦？」然後馬上找出自己的優點有備無患。
2.絕對論者的思考方式：「我必須……」、「我應該……」、「我需要……」。當你的腦子充滿了以上的想法，很容易就會把這種想法強行加諸在他人身上，成了「你知道你應該要……」、「你必須更……」。
例子：電視廣告中常出現的手法。
3.強辯：否認或詆毀所發生的事。「誰管它呢？」、「那又如何？」、「有誰會在意他們……」、「不要煩我！」此行為出現時，我們會緊抓住自己的感覺不放，以企圖否定對方，甚至否定我們自己。
阿尔伯特·艾利斯認為「理性並非冷血，過於杞人憂天，甚或不知變通的思考模式，卻足以造成無盡的矛盾衝突！」若我們可以在B點轉化上述三種思考模式，以理性的選擇來思考，即以「我希望……」、「我喜歡……」、「我寧願……」、「最好……」、「如果……就更好了！」來思考事件，則可以避免無謂於事件結果的情緒與行為。因此，阿尔伯特·艾利斯提供了四點可以改變自己不當的想法：
1. 在C點問自己：「我在這種情況下，是如何產生這些不當的感覺及行為？」。
2. 在B點問自己：「我對於我這種讓自己感到憤怒及沮喪的做法，又有什麼看法？」。
3. 不斷問自己：「我要如何質疑及反駁自己的不當想法？」。
4. 「我有什麼『理性的選擇』或想法，以取代自己以前的那些不當想法？」。

阿尔伯特·艾利斯認為此種思考模式並不等同於「正向思考」，也不代表使用此思考模式就能成功。它真正的意思是表示如果你據以嘗試的話，那肯定是不會出什麼差池的──即使最後失敗了或被拒絕了也無妨，因為這不是世界末日。此外，阿尔伯特·艾利斯也認為並非等同於「理性主義」，REBT所運用的「理性」一詞的定義為：「有彈性的，根據事實而符合邏輯的，並非對或錯的分別」。阿尔伯特·艾利斯不強調我們成為一個十分冷靜理性的人，而是當我們受到情緒干擾時，需檢視自己對事實的想法，看看這些假設是不是真實。當假設與真實相遇，即能藉此修正我們的想法，使之接近真實，由此做的反應是較有效果的。

## 諮商治療歷程
艾利斯指出治療歷程若要幫助人達到基本性格上的改變，最有效的方法就是直接針對受導者的人生哲學進行改造，向他們解釋他們個人的看法和信念，其實就是導致自己情緒不安的主因，同時對他們非理性信念也在邏輯基礎上進行攻擊和挑戰；最後還教他們如何進行邏輯思維，目的是協助他們改變和消除個人的非理性信念。主要歷程包括：
1. 起始階段 – 治療者利用社交性的會談，使當事人有信賴的感覺。
2. 建構階段 – 治療員與當事人建構輔導與治療的歷程，包含介紹ABCDEF理論、規定行為與責任、明確指出治療目的、提示諮商的有限性、對保密作規定、對作業、演練、閱讀材料做明確的約定。
3. 認知改變與行動階段 – 用ABCDEF模式評量當事人的問題所在，協助當事人發展新的思考與行為模式。
4. 終結階段 – 若當事人有新的感受與認知能力和改變，則輔導可以考慮結束，但當事人仍須不斷努力，方能過著快樂的日子。

## 理性情緒行為治療法之貢獻
- 透過對人非理性信念的駁斥, 能有效的幫助當事人較具彈性的面對人生種種的挫折與困擾。
- 著重於思考與情緒之關係的澄清與改變，對於人類行為與情緒困擾的成果有更深層的了解。
- 能以開放性的態度吸收其他諮商與心理治療學派的策略與技術，不拘泥於方法本身。
- 理論簡明，中心理論精要不繁。

## 理性情緒行為治療法之限制
- 對於認知較低的個案不適用此種諮商治療法。
- 不注重個案過往經驗，可能會抹殺或忽略困擾個案的核心問題。
- 不太強調諮商或治療關係的建立，倘若個案感到不被尊重或了解，容易自行結束諮商治療。
- 太多面質與駁斥，容易引起個案的不安與反感，反不利個案的行為改善。
- 人類的認知極其複雜，然理性情緒行為治療法似乎不關心，有將人的思考歷程簡化的危險。

## 阿尔伯特·艾利斯与宗教
阿尔伯特·艾利斯在他的书《性无罪》中，表达了宗教限制性的表达是不必要的、而且经常对情绪健康是有害的观点。他批评宗教心理学家O. Hobart Mowrer和Allen Bergin，
虽然阿尔伯特·艾利斯本人坚持做一个无神论者，但是随着时间的流逝，他关于宗教在心理健康中所扮演角色的观点有所改变。
阿尔伯特·艾利斯小心地说明，REBT 与无神论无关，

## 晚年
2004年，阿尔伯特·艾利斯罹患严重的肠炎，
2007年7月24日自然死亡，享年93岁。

## 著作
- 《性的民间传说》：Oxford, England: Charles Boni, 1951.
- 《美国的同性恋：》A Subjective Approach (introduction). NY: Greenberg, 1951.
- 《美国的性悲剧》. NY: Twayne, 1954.
- 《美国妇女的性生活与金赛报告》 Oxford, England: Greenberg, 1954.
- 《性罪犯心理学》，Springfield, IL: Thomas, 1956.
- 《如何与神经病患者生活》：Oxford, England: Crown Publishers, 1957.
- 《性无罪》. NY: Hillman, 1958.
- 《爱的艺术与科学》：NY: Lyle Stuart, 1960.
- 《成功婚姻指南》：with Robert A. Harper. North Hollywood, CA: Wilshire Book, 1961.
- 《创造性的婚姻》：with Robert A. Harper. NY: Lyle Stuart, 1961.
- 《性行为百科全书》：edited with Albert Abarbanel. NY: Hawthorn, 1961.
- 《心理治疗的理性与情感》，NY: Lyle Stuart, 1962.
- 《性与单身男子》，NY: Lyle Stuart, 1963.
- If This Be Sexual Heresy. NY: Lyle Stuart, 1963.
- 《色情狂妇女的研究》，with Edward Sagarin. NY: Gilbert Press, 1964.
- 《同性恋：原因与治疗》，NY: Lyle Stuart, 1965.
- Is Objectivism a Religion. NY: Lyle Stuart, 1968.
- 《谋杀与暗杀》，with John M. Gullo. NY: Lyle Stuart, 1971.
- 《理性生活新指南》，Englewood Cliffs, N.J., Prentice-Hall, 1961.
- Anger: How to Live With and Without It. Secaucus, NJ: Citadel Press, 1977. ISBN 0-8065-0937-6.
- 《理性情绪疗法手册》，with Russell Greiger & contributors. NY: Springer Publishing, 1977.
- Overcoming Procrastination: Or How to Think and Act Rationally in Spite of Life's Inevitable Hassles, with William J. Knaus. Institute for Rational Living, 1977. ISBN 0-917476-04-2.
- 《如何与神经病患者生活. Wilshire Book Company, 1979. ISBN 0-87980-404-1.
- Overcoming Resistance: Rational-Emotive Therapy With Difficult Clients. NY: Springer Publishing, 1985. ISBN 0-8261-4910-3.
- When AA Doesn't Work For You: Rational Steps to Quitting Alcohol, with Emmett Velten. Barricade Books, 1992. ISBN 0-942637-53-4.
- The Art and Science of Rational Eating, with Mike Abrams and Lidia Abrams. Barricade Books, 1992. ISBN 0-942637-60-7.
- How to Cope with a Fatal Illness, with Mike Abrams （页面存档备份，存于）. Barricade Books, 1994. ISBN 1-56980-005-7.
- How to Keep People from Pushing Your Buttons, with Arthur Lange. Citadel Press, 1995. ISBN 0-8065-1670-4.
- 《酒精：如何 Give It Up and Be Glad You Did, with Philip Tate Ph.D. See Sharp Press, 1996. ISBN 1-884365-10-8.
- 《如何在愤怒控制你之前控制它？, with Raymond Chip Tafrate. Citadel Press, 1998. ISBN 0-8065-2010-8.
- 《Optimal Aging: Get Over Getting Older, with Emmett Velten. Chicago, Open Court Press, 1998. ISBN 0-8126-9383-3.
- Making Intimate Connections: Seven Guidelines for Great Relationships and Better Communication, with Ted Crawford. Impact Publishers, 2000. ISBN 1-886230-33-1.
- 《克服Verbal 滥用的秘诀: Getting Off the Emotional Roller Coaster and Regaining Control of Your Life, with Marcia Grad Powers. Wilshire Book Company, 2000. ISBN 0-87980-445-9.
- 《Counseling and Psychotherapy With Religious Persons: A 理性情绪行为疗法, with Stevan Lars Nielsen and W. Brad Johnson. Mahwah, NJ: Lawrence Erlbaum Associates, 2001. ISBN 0-8058-2878-8.
- 《克服Destructive Beliefs, Feelings与行为：New Directions for Rational Emotive Behavior Therapy. Prometheus Books, 2001. ISBN 1-57392-879-8.
- 《Feeling Better, Getting Better, Staying Better: Profound Self-Help Therapy For Your Emotions. Impact Publishers, 2001. ISBN 1-886230-35-8.
- 《Case Studies In Rational Emotive Behavior Therapy With Children and Adolescents, with Jerry Wilde. Upper Saddle River, NJ: Merrill/Prentice Hall, 2002. ISBN 0-13-087281-4.
- 《Overcoming Resistance: A 理性情绪行为疗法综合 Approach, 2nd ed. NY: Springer Publishing, 2002. ISBN 0-8261-4912-X.
- 《Ask Albert Ellis: Straight Answers and Sound Advice from America's Best-Known Psychologist. Impact Publishers, 2003. ISBN 1-886230-51-X.
- 《性无罪在21世纪. Barricade Books, 2003. ISBN 1-56980-258-0.
- 理性情绪行为疗法：It Works For Me -- It Can Work For You. Prometheus Books, 2004. ISBN 1-59102-184-7.
- 《宽容之路：理性情绪行为疗法的哲学. Prometheus Books, 2004. ISBN 1-59102-237-1.
- 《自尊的神话. Prometheus Books, 2005. ISBN 1-59102-354-8.
- 《理性情绪行为疗法：临床医师指南》 (第2版), with Catharine MacLaren. Impact Publishers, 2005. ISBN 1-886230-61-7.
- How to Make Yourself Happy and Remarkably Less Disturbable. Impact Publishers, 1999. ISBN 1-886230-18-8.
- 《人格理论, with Mike Abrams （页面存档备份，存于）, and Lidia Abrams. New York: Sage Press, 1/2008 (in press).
- Rational Emotive Behavioral Approaches to Childhood Disorders · Theory, Practice and Research （页面存档备份，存于） 2nd Edition. With Michael E. Bernard (Eds.). Springer SBM, 2006. ISBN 978-0-387-26374-8

## 延伸阅读
- Albert Ellis, Mike Abrams （页面存档备份，存于）, and Lidia Abrams. Theories of Personality. New York: Sage Press, 2008 (this book,his final work, is currently in press)
- 艾里斯、蘭奇合著，李樸良譯：《告別壓力：個人情緒管理最佳指南》（臺北：博覽圖書有限公司，1996年）。
- 亞伯．艾里斯、凱瑟琳．麥克賴瑞著；劉小菁譯：《理情行為治療》（臺北：張老師文化事業股份有限公司）。